# Ermengol VI d'Urgell

Els territoris d'Ermengol VI a la mort de Ramon Berenguer III (1131).

Ermengol VI d'Urgell, anomenat el de Castella (Valladolid, 1096 - Regne de Castella, 28 de juny de 1154), fou comte d'Urgell (1102-1154).

## Orígens familiars
Fill d'Ermengol V d'Urgell i Maria Pérez Ansúrez. Durant la seva minora d'edat va restar sota la tutoria del seu avi i senyor de Valladolid, Pedro Ansúrez.

## Núpcies i descendents
El 1119 es casà amb Arsenda de Cabrera, filla de Guerau III de Cabrera, vescomte d'Àger, i de Berenguera de Queralt. D'aquest matrimoni en nasqueren:
- l'infant Ermengol VII d'Urgell (?-1184), comte d'Urgell
- la infanta Estefania d'Urgell (?-1177), casada amb Arnau Mir de Pallars Jussà, comte de Pallars Jussà

Vers el 1135 es casà en segones núpcies amb Elvira Rodríguez de Lara, filla de Roderic de Lara i la infanta Sança de Castella. D'aquest matrimoni nasqueren:
- la infanta Isabel d'Urgell. El 1152, els seus pares Ermengol i Elvira realitzen pactes matrimonials per casar-la amb Ramon Folc III de Cardona, vescomte de Cardona (m. 1175). D'aquest matrimoni naixeria Guillem I de Cardona. En el seu testament datat el 18 de juliol de 1177, el comte Ermengol VII nomena a Guillem de Cardona com el seu sobirà. També esmenta al sobirà fill de Maria d'Almenara, la seva mitja germana, tots dos com a hereus en cas que el seu propi fill no tingués descendència legítima.
- l'infant Galceran d'Urgell i Sales (?-v1184), conegut també com a Galceran de Sales, senyor de Pontons. Es va casar amb Sibil·la de Queralt, hereva del llinatge dels Queralt. La relació familiar de Galceran de Sales amb el llinatge Urgell és discutida per alguns historiadors.[2]
- la infanta Maria d'Urgell (?-1196), més coneguda pel nom de Maria d'Almenara, senyora de Miranda d'Ebre, Almenara i Palazuelos de la Serra, esposa de Lope López de Vizcaya, fill natural del comte Lope Díaz I d'Haro, senyor de Biscaia. Va tenir un fill anomenat Ermengaudo sine terra, nascut abans de 1172 i mort després de 1213-1214 amb descendència. María va rebre sepultura al Monestir de Santa María la Real de Las Huelgas a Burgos.

## Vida política
Amb l'ajut de Guerau II de Cabrera, governant real del comtat, i de Ramon Berenguer III de Barcelona es conquerí el 1106 la ciutat de Balaguer, que passà a ser des d'aquell moment la capital del comtat.
Ja adult va col·laborar amb Alfons I d'Aragó en la conquesta de Saraqusta l'any 1118, així com amb Alfons VII de Lleó en la Croada contra al-Mariyya el 1147.
La bona relació amb el casal de Barcelona va portar Ermengol VI a participar en el viatge de Ramon Berenguer IV de Barcelona fins a Provença el 1144 i a col·laborar amb el comte de Barcelona en la Croada contra l'emirat de Larida i la repoblació de la ciutat el 1149.

## Títols i successors

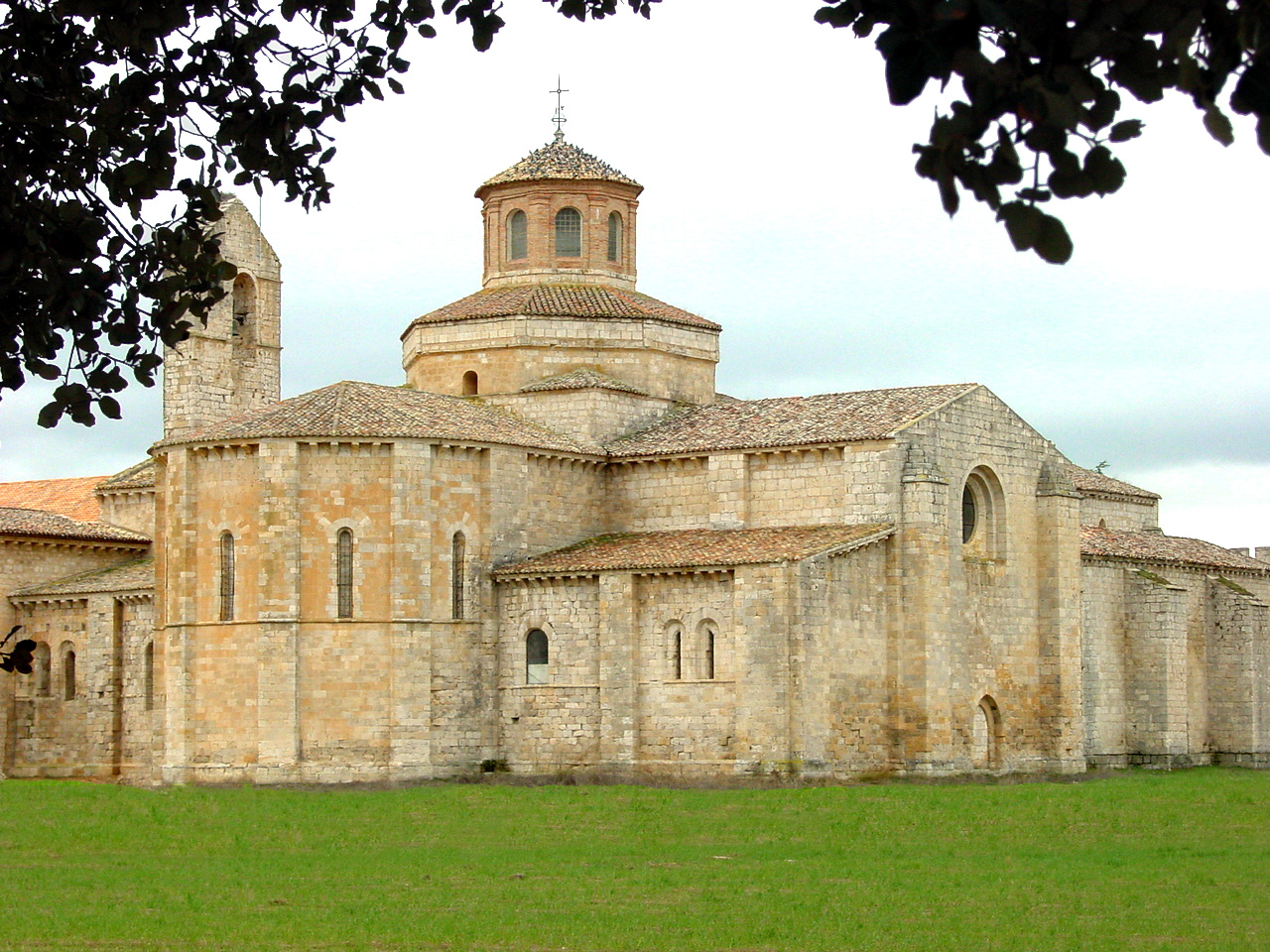
Monestir de Santa Maria de Valbuena (Província de Valladolid) on va ser enterrat el comte Ermengol VI.